# 日南総合運動公園野球場
日南総合運動公園野球場（にちなん・そうごううんどうこうえん・やきゅうじょう）は、宮崎県日南市の日南総合運動公園内にある野球場。東光寺球場（とうこうじきゅうじょう）とも呼ばれる。日南市が運営管理を行っている。

## 概要
日南市天福球場と共に、広島東洋カープが春季・秋季キャンプを行っている。東光寺球場は主に二軍が、天福球場は主に一軍が使用する。なお、前半は一軍が沖縄市野球場を使っている関係で、天福球場も二軍の主要キャンプを行っているが、2013年は沖縄市野球場が施設老朽化に伴う改修を行っているため使用できず、2月1日のキャンプ初日から当球場と天福の2つの球場で合宿を張っている。
なお、2009年3月30日に（旧）日南市は、南郷町および北郷町と合併し（新）日南市となったため、南郷スタジアムでキャンプを張る埼玉西武ライオンズと併せて、2球団が日南市でキャンプを開催することとなった。

## 施設概要
- 両翼：92m[1]、中堅：120m[1]
- 内野：クレー舗装、外野：天然芝
- 照明設備：なし
- スコアボード：パネル式
- 収容人員：7,500人[要出典]

## 運動公園内のその他の施設
- 多目的広場（サブグラウンド）
- 陸上競技場
- おびすぎドーム（屋内練習場）
- 多目的体育館
- テニスコート
- プール
- わんぱく広場

## 交通
- 日南線・日南駅からタクシーで約5分